# Andreas Gryphius
Andreas Gryphius (né le 11 octobre 1616 à Glogau en Silésie et mort le 16 juillet 1664  dans la même ville) est un poète baroque et auteur dramatique allemand.

## Biographie
Orphelin dès son jeune âge, Andreas Gryphius grandit pendant la guerre de Trente Ans, et profondément marqué par les atrocités de cette guerre, il écrit les larmes de la patrie (Die Tränen des Vaterlandes), recueil de poèmes paru en 1636. Son œuvre s'inscrit dans un courant de revalorisation de la littérature en langue allemande, il s'inspire en effet des modèles classiques, faisant preuve d'une grande rigueur formelle, tout en renouvelant les sujets d'inspiration littéraire : il ajoute, par exemple, à l'inspiration profane de ses sonnets une dimension à caractère philosophique. Il jouit d'une certaine notoriété, surtout grâce à ses tragédies (Charles Stuart, ou le souverain assassiné, 1649) et ses comédies (L'Eglantine bien-aimée, 1657). La littérature d'Andreas Gryphius est très représentative de la pensée baroque encore jeune, présentant un monde mouvant et instable dans lequel l'homme dispose d'une existence éphémère et soumise aux caprices du sort ; cette vision de l'homme est d'autant plus sombre qu'il grandit et vit dans une Allemagne ravagée par les pillages et les massacres de la guerre.

## Textes traduits

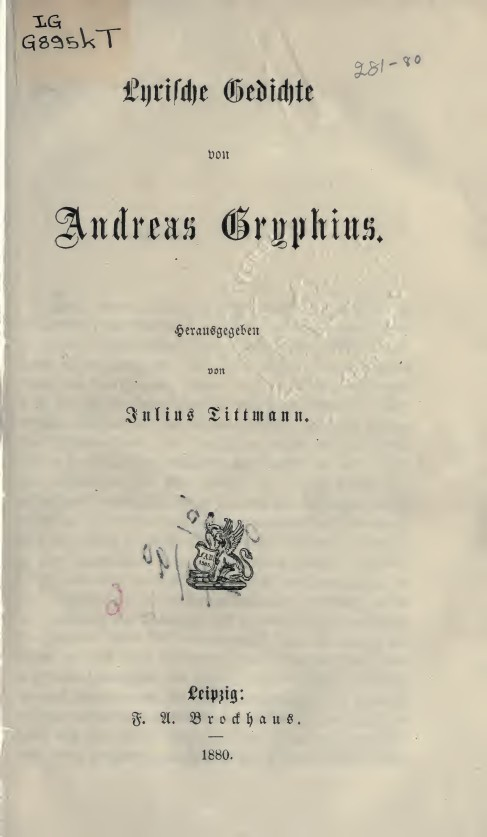
Lyrische Gedichte (1880)

- Gryphius (Andreas), Le Légiste magnanime ou La mort d'Emilien Paul Papinien / Größmütiger Rechstgelehrter oder Sterbender Aemilius Pauls Papinianus, traduit par Jean-Louis Raffy, Aubier, Domaine allemand : bilingue, Paris, 1993, 340p.  (ISBN 2-7007-1101-7)

## Hommage
Son nom a été donné au théâtre de sa ville natale, Głogów.